# Municipio de Woodlawn (Dakota del Norte)
El municipio de Woodlawn (en inglés, Woodlawn Township) es un municipio del condado de Kidder, Dakota del Norte, Estados Unidos. Tiene una población estimada, a mediados de 2021, de 118 habitantes.

## Geografía
Está ubicado en las coordenadas 46°50′35″N 99°52′47″O / 46.84306, -99.87972. Según la Oficina del Censo de los Estados Unidos, tiene una superficie total de 90.20 km², de la cual 89.83 km² corresponden a tierra firme y 0.37 km² son agua.

## Demografía
Según el censo de 2020, en ese momento había 121 personas residiendo en la zona. La densidad de población era de 1.35 hab./km². El 95.9 % de los habitantes eran blancos, el 2.5 % eran amerindios, el 0.8 % era asiático y el 0.8% era de una mezcla de razas. Del total de la población, el 0.8 % era hispano o latino.